# Karolina Kosińska
Karolina Kosińska (* 17. Juni 1986 in Warschau) ist eine ehemalige polnische Tennisspielerin.

## Karriere
Kosińska, die am liebsten auf Sandplätzen spielte, begann im Alter von sieben Jahren mit dem Tennis.
Sie gewann während ihrer Karriere sechs Einzel- und 14 Doppeltitel des ITF Women’s Circuits.
Außerdem spielte sie einige Jahre in der ersten und zweiten Tennis-Bundesliga.

## Turniersiege

### Einzel
| Nr. | Datum       | Turnier  | Kategorie   | Belag | Finalgegnerin            | Ergebnis      |
| --- | ----------- | -------- | ----------- | ----- | ------------------------ | ------------- |
| 1.  | Juli 2004   | Toruń    | ITF $25.000 | Sand  | Magdalena Kiszczyńska    | 4.6, 7:5, 6:1 |
| 2.  | August 2004 | Gdynia   | ITF $10.000 | Sand  | Petra Cetkovská          | 6:3, 6:2      |
| 3.  | März 2007   | Sant Boi | ITF $10.000 | Sand  | Anastassija Poltorazkaja | 7:5, 6:3      |
| 4.  | April 2008  | Šibenik  | ITF $10.000 | Sand  | Tamara Stojković         | 7:5, 6:1      |
| 5.  | März 2009   | Rom      | ITF $10.000 | Sand  | Dia Ewtimowa             | 6:2, 3:6, 6:4 |
| 6.  | April 2009  | Hvar     | ITF $10.000 | Sand  | Tereza Mrdeža            | 6:4, 6:3      |

### Doppel
| Nr. | Datum          | Turnier   | Kategorie   | Belag           | Partnerin           | Finalgegnerinnen                        | Ergebnis          |
| --- | -------------- | --------- | ----------- | --------------- | ------------------- | --------------------------------------- | ----------------- |
| 1.  | Mai 2004       | Olecko    | ITF $10.000 | Sand            | Alicja Rosolska     | Iveta Gerlová Zuzana Zemenová           | 6:4, 6:3          |
| 2.  | Mai 2005       | Warschau  | ITF $25.000 | Sand            | Alicja Rosolska     | Tazzjana Putschak Anastassija Rodionowa | 4:6, 6:2, 7:63    |
| 3.  | Mai 2006       | La Palm   | ITF $25.000 | Hartplatz       | Olga Brózda         | Matea Mezak Nadja Pavić                 | 4:6, 6:3, 6:4     |
| 4.  | August 2007    | Gdynia    | ITF $25.000 | Sand            | Veronika Chvojková  | Michelle Gerards Monika Krauze          | 6:1, 7:5          |
| 5.  | April 2008     | Šibenik   | ITF $10.000 | Sand            | Darina Sedenková    | Nicole Clerico Giorgia Mortello         | 4:6, 7:65, [10:8] |
| 6.  | November 2008  | Opole     | ITF $25.000 | Teppich (Halle) | Aleksandra Rosolska | Katarzyna Piter Arantxa Rus             | 2:6, 7:66, [10:7] |
| 7.  | März 2009      | Rom       | ITF $10.000 | Sand            | Simona Dobrá        | Claudia Giovine Valentina Sulpizio      | 6:3, 6:4          |
| 8.  | Mai 2009       | Warschau  | ITF $10.000 | Sand            | Iveta Gerlová       | Katarzyna Kaleta Katarzyna Kawa         | 6:2, 6:1          |
| 9.  | Mai 2009       | Olecko    | ITF $10.000 | Sand            | Aleksandra Rosolska | Veronika Domagała Karolina Wlodarczak   | 2:6, 6:2, [11:9]  |
| 10. | Juni 2009      | Sarajevo  | ITF $25.000 | Sand            | Hanne Skak Jensen   | Yuliya Kalabina Anastasia Poltoratskaya | 7:64, 6:2         |
| 11. | August 2009    | Vigo      | ITF $25.000 | Hartplatz       | Laura Thorpe        | Jade Curtis Georgee Gent                | 7:63, 6:2         |
| 12. | September 2009 | Katowice  | ITF $25.000 | Sand            | Ágnes Szatmári      | Melanie Klaffner Johanna Larsson        | 6:1, 2:6, [10:5]  |
| 13. | Oktober 2009   | Podgorica | ITF $25.000 | Sand            | Nicole Clerico      | Karolina Jovanović Teodora Mirčić       | 6:74, 6:4, [10:4] |
| 14. | Oktober 2010   | Lagos     | ITF $25.000 | Hartplatz       | Melanie Klaffner    | Nina Brattschikowa Ágnes Szatmári       | 3:6, 7:5, [10:7]  |